# Булак (Забайкальский край)
Булак (бур. Булаг) — посёлок при станции Булак в муниципальном районе «Могойтуйский район» Агинского Бурятского округа в Забайкальском крае России.
Входит в состав сельского поселения «Хила».

## География
Булак находится на расстоянии 25 км от посёлка Ага.
Климат
характеризуется как резко континентальный с умеренно жарким летом и продолжительной морозной малоснежной зимой. Средняя температура воздуха самого холодного месяца (января) составляет −22 — −26 °C; самого тёплого месяца (июля) — 18-20 °C. Также наблюдаются большие перепады сезонных и суточных температур, недостаточная увлажненность, большая сухость воздуха и значительное число солнечных дней в году. Вегетационный период 150 дней и более

## История
Образовано в 1900 году или, по другим данным, в конце XIX века.

## Население
| 2002 | 2010 | 2021 |
| ---- | ---- | ---- |
| 43   | ↗44  | ↘39  |

национальный состав
Согласно результатам переписи 2002 года, в национальной структуре населения русские составляли 93 % от 43 чел..

## Инфраструктура
Путевое хозяйство

## Транспорт
Посёлок находится при станции Булак железной дороги Карымская — Забайкальск.
По северной и восточной стороне посёлок огибает федеральная автотрасса А-350.